# Billy Gunn (Cricketspieler)
William Gunn (bekannt als Billy Gunn; * 4. Dezember 1858 in Nottingham, Vereinigtes Königreich; † 29. Januar 1921 ebenda) war ein englischer Cricket- und Fußballspieler, der zwischen 1887 und 1899 für die englischen Cricket-Nationalmannschaft und in der Saison 1883/84 für die englische Fußballnationalmannschaft spielte.

## Aktive Karriere
Abel gab sein First-Class-Debüt für Nottinghamshire in der Saison 1880. Zunächst konnte er nichrt herausragen, verbesserte sich jedoch über die Jahre. Neben Cricket spielte er auch Fußball für Nottingham Forest und Notts County und galt dort als einer der besten Stürmer. In der Fußballnationalmannschaft gab er sein Debüt bei der British Home Championship 1883/84, wo ihm auch ein Tor gelang. Sein Debüt in der Cricket-Nationalmannschaft folgte dann in der Saison 1886/87 in Australien. Er war dann auch Teil des englischen Teams wenn Australien im Sommer 1888 England besuchte und wieder zwei Jahre später im Sommer 1890. In der Folge fokussierte er sich ausschließlich auf Cricket. Seine beste Tour hatte er im Sommer 1893 als er bei der Ashes Tour im ersten Test ein Fifty über 77 Runs erreichte. Im dritten Test konnte er dann sogar ein ungeschlagenes Century über 102* Runs erzielen, womit er das Remis im Spiel einleitete und somit den Seriensieg sicherte. Er spielte dann noch jeweils einen Test bei den Touren in 1896 und 1899.

## Nach der aktiven Karriere
Schon in 1890 wurde er bei Notts County als Direktor angestellt und von 1920 an war er deren Präsident. Er verstarb nach langer Krankheit im Jahr 1921 im Alter von 62 Jahren.